# Dudleya attenuata
Dudleya attenuata é uma espécie de planta nativa da Califórnia e da Baixa Califórnia.
Folhas desta espécie têm até 5 mm de espessura. As flores são abertas em vez de tubulares, e tem menos flores do que a maioria das espécies relacionadas.